# Кузьменки (Арсеньевский район)
Кузьменки — село в Арсеньевском районе Тульской области России. 
В рамках административно-территориального устройства является центром Кузьменского сельского округа Арсеньевского района, в рамках организации местного самоуправления входит в муниципальное образование Манаенское со статусом сельского поселения в составе муниципального района.

## География
Расположено в 17 км к юго-западу от райцентра — посёлка городского типа Арсеньево.

## Население
| 2002 | 2010 |
| ---- | ---- |
| 327  | ↘304 |